# História de Castelo Branco
Castelo Branco é uma cidade fundada pelos Cavaleiros Templários e teve a sua origem no cimo do cabeço da Cardosa, onde teria existido um castellum romano.

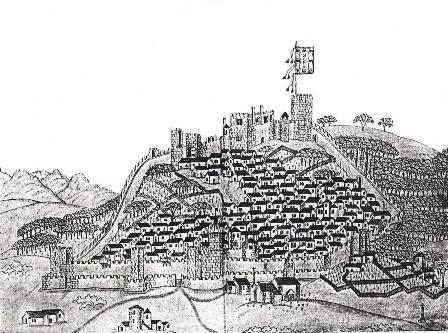
Castelo Branco, na Colina da Cardosa

## História

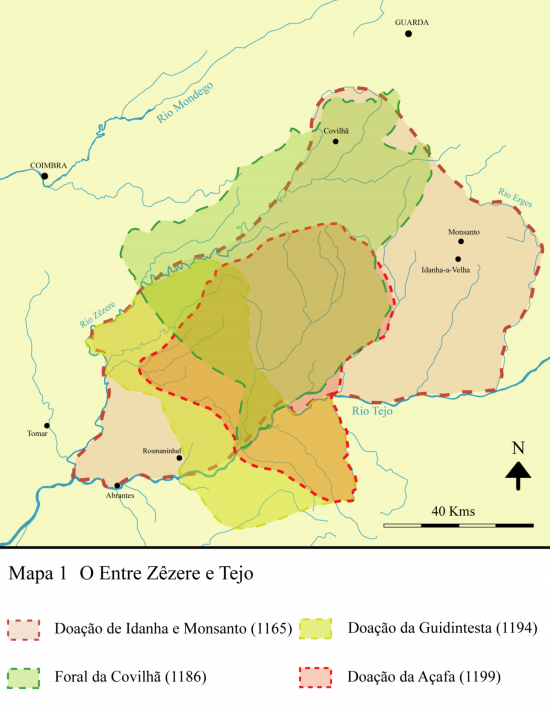
Infografia de Maria da Graça Vicente

Em 1199, D. Sancho I doou aos Templários a Herdade da Açafa. Quando os Templários tomaram posse da Açafa depararam-se com o facto de que, entretanto, um fidalgo chamado Fernando Sanches havia adquirido direitos sobre a Herdade da Cardosa.
"Possuía a vastíssima Herdade da Cardosa um certo Fernando Sanches. Buscou o auxílio dos Templários, os quais fez meeiros nos encargos da empresa e nos direitos que dela resultassem"— Alexandre Herculano
Mostrando interesse no Serra da Cardosa, os Templários adquiriram a Herdade da Cardosa. No cimo do Serra da Cardosa haveriam restos de um castro, ou até mesmo de uma povoação, sobre cujas ruínas os Templários fundaram a povoação de Moncarche. Em 1213 a pequena Moncarche recebeu foral de D. Pedro Alvito, mestre Templário. No ano seguinte, os Templários receberam de D. Afonso II a confirmação da posse Herdade da Cardosa.
“A doação da Cardosa foi feita no ano de 1214 por El-Rey D. Afonso II com sua mulher, a Rainha D. Urraca, e seus filhos, D. Santio e D Afonso, e a infanta D. Alionore, marcando-lhe os limites”— Frei Rosa Viterbo

## O Nome

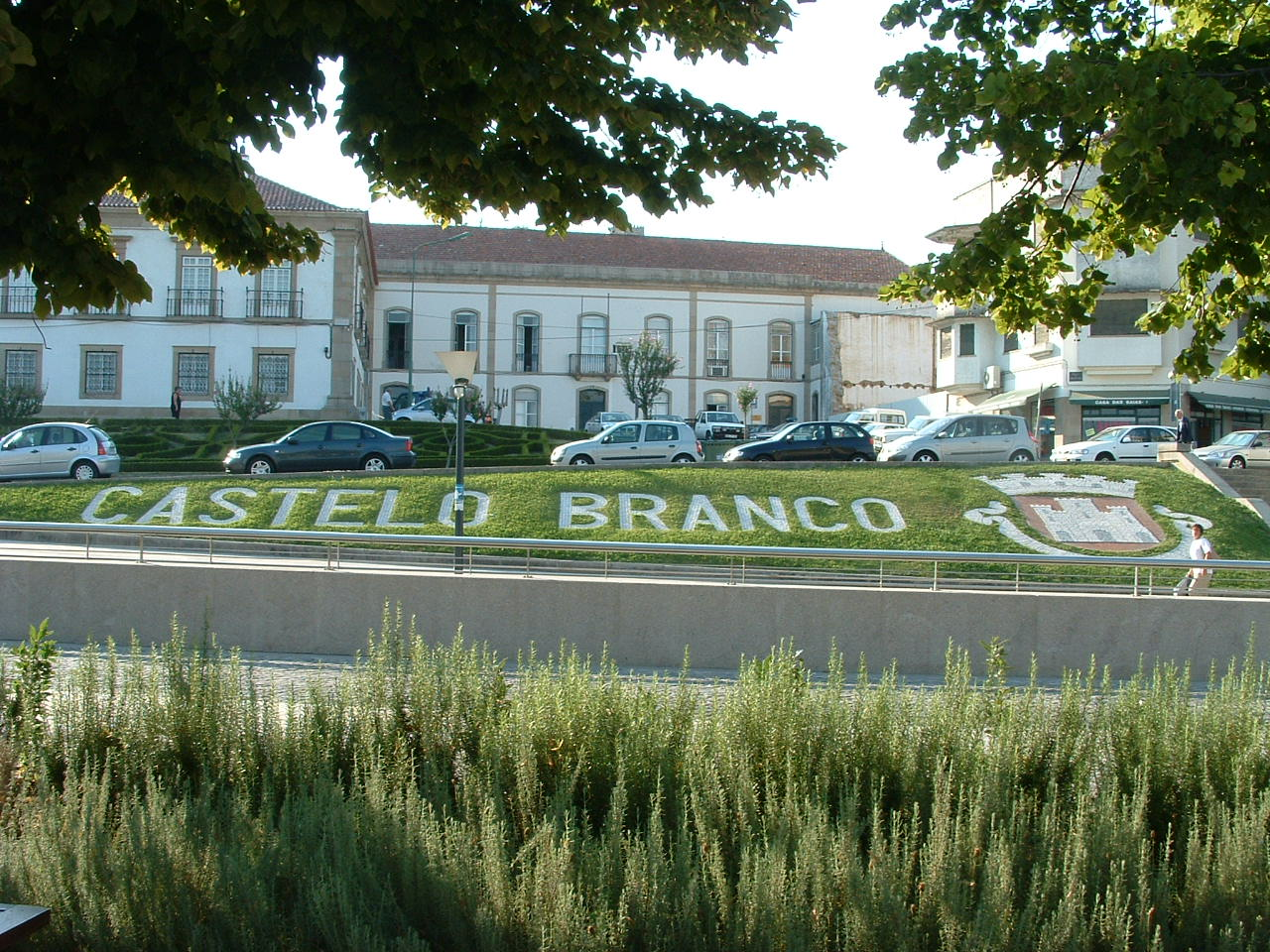
Brasão da cidade

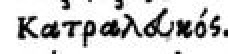
Catraleucos

O nome da vila evoluiu de "Moncarche" para "Castelo Branco de Moncarchino" e depois para "Castelo Branco" e pode ter tido esse nome apenas no tempo de, pelo menos, D. Afonso III. Desconhece-se qual é a origem do nome moderno da cidade e tão pouco porque é que os templários o alteram. A hipótese mais aceite assenta na convicção então existente de que Moncarche estaria situado no lugar da antiga povoação de Castraleuca, que se pensava significar Castelo Branco, povoação antiga cuja lenda identifica com Leucótea.
“ …Herdade da Cardosa, sobre cuja arruinada capital fundaram os Templários uma fortaleza e uma povoação notável, a que desde logo puseram o nome de Castelo Branco, persuadidos que a povoação da Cardosa era a antiga Catraleucos, cidade de que faz menção Ptolomeu."— Frei Rosa Viterbo
Seja ou não Castelo Branco a antiga Catraleucos, a verdade é que, embora outros autores proponham outras localizações para a antiga Catraleucos, é apenas em Castelo Branco que existe uma tradição muito antiga que considera ser Castraleuca o nome antigo da cidade, que é uma das formas com que é conhecida a antiga cidade celta.

## O Castelo e a Muralha
Após terem a posse do Cabeço da Cardosa os Templários edificaram o castelo. Cerca de um século depois, no reinado de D. Afonso IV, a Ordem de Cristo iniciou a construção da muralha.
No século XV, sob o reinado de João I de Portugal, foi erguida a barbacã.

## A Cidadela do Bispo
A Cidadela do bispo é o nome com que ficou conhecida uma pequena cidadela situada na base do Monte da Cardosa, em Castelo Branco.

## Vila Notável
Em 1535 a vila adquiriu, de D. João III, o título de Notável.

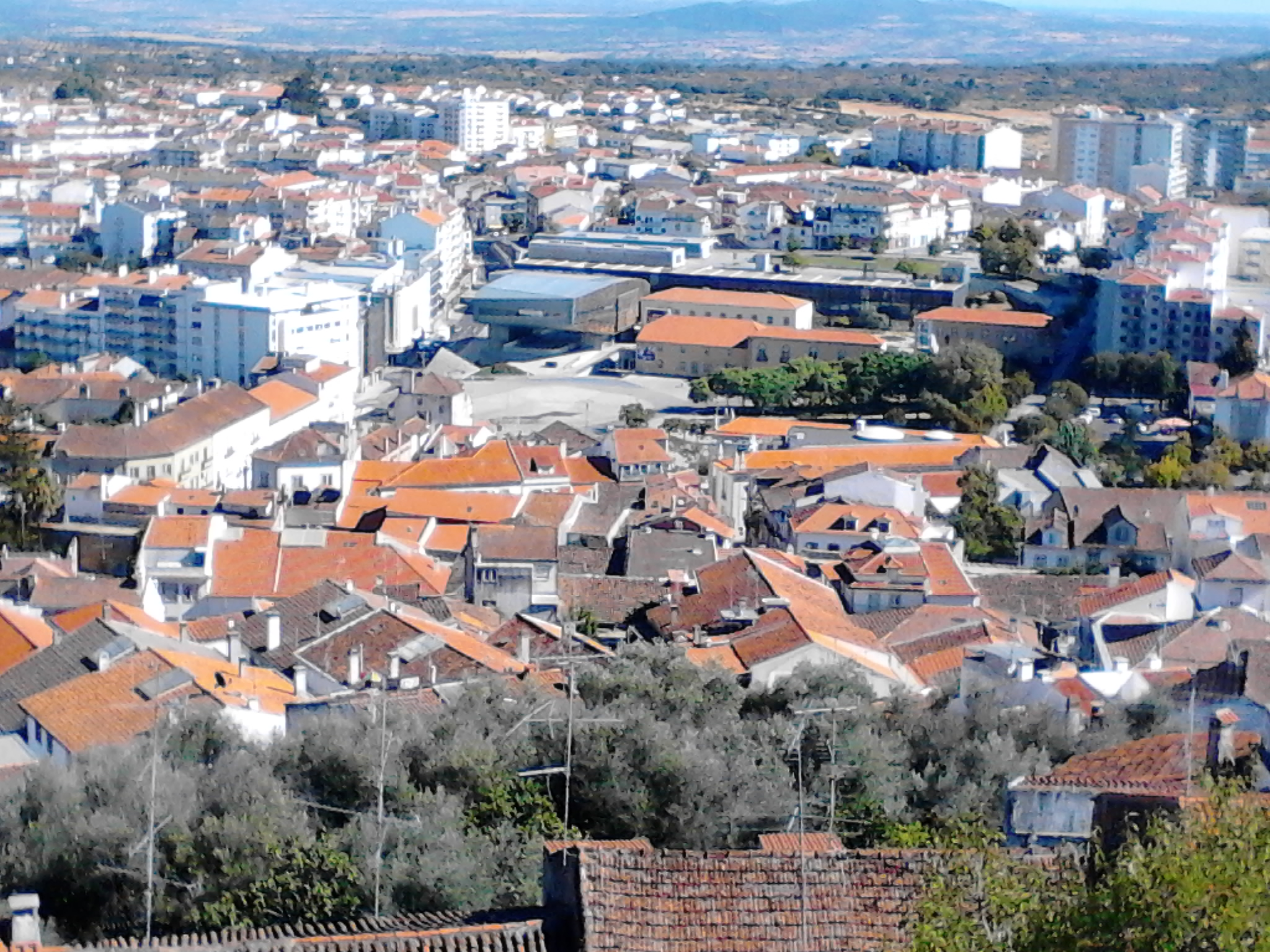
Vista do centro da cidade

"D. Joham etc. A quamtos esta minha carta vijrem ffaço saber que auendo eu respeito ao nobrecimento da minha vijla de Castello Branco e a srerr ella hûûa das primeiras do meu rregno e de muy grande povoação e nella viuverem pessoas muy homrradas e de merecimento e asy ao servjço que hos rreix passados e eu dela temos rreçebidos e ao diante espero rreçeber e como por todas estas rrezõões he digna de rreçeber a omrra merçe e favor queremdo lhe fazer graça e merçe tenho por bem e a ffaço notável e quero e me praz que asy se chame posa chamar notável daqui em diante… "

## Memória
- Em 1199, D. Sancho I doou aos Templários a Herdade da Açafa;
- Início do séc. XIII - Fernando Sanches doou a Cardosa aos Templários;
- Outubro de 1213 - D. Pedro Alvito, Mestre Templário, concedeu Foral à Vila;
- Início do séc. XIII - Iniciou-se a construção do castelo;
- 1214 - D. Afonso II confirmou aos Templários a Herdade da Cardosa;
- 1242 - Foi estabelecida uma concordata entre o Bispo da Guarda e a Ordem do Templo;
- Séc. XIV - Iniciou-se a construção da muralha;
- 1383/1385 - Na crise de sucessão, Castelo Branco tomou o partido de D. João, o Mestre de Avis;
- Séc. XV - Iniciou-se a construção da barbacã;
- Início do séc. XVI - Foi fundada a Santa Casa da Misericórdia de Castelo Branco, uma das primeiras do Reino;
- 1 de Junho de 1510 - D. Manuel I concedeu a Castelo Branco o segundo foral;
- Em 1535 a vila adquiriu, de D. João III, o título de Notável;
- Em 1596 iniciou-se a construção do Paço Episcopal (Castelo Branco);
- Em 1642 a Vila tornou-se cabeça de comarca (Vila Notável e das melhores da Beira Baixa);
- Em 20 de Maio de 1715 chegou a Castelo branco um exército franco-espanhol no contexto da Guerra da Sucessão de Espanha. A vila resistiu ao cerco durante dois dias e a guarnição do castelo aguentou até ao dia 25;
- Séc. XVIII iniciou-se a construção do Jardim do Paço (Castelo Branco);
- Em 21 de Setembro de 1762 um exército franco-espanhol ocupou Castelo Branco, no contexto da Guerra dos Sete Anos;
- Em 15 de agosto de 1771[12] Castelo Branco foi elevada a cidade por D. José e nessa ocasião o Papa Clemente XIV criou a Diocese de Castelo Branco;
- 1787 - Em sessão da Câmara Municipal (15 de Julho), Nossa Senhora do Rosário foi declarada a padroeira de Castelo Branco;
- 20 de Novembro de 1807 - Entrou em Castelo Branco o Exército Napoleónico, chefiado por Junot;
- 1835 - A reforma administrativa do território fez de Castelo Branco a capital do recém-criado Distrito.
- 2 de Dezembro de 1849 - Iniciou-se a construção da primeira estrada de Mac Adam;
- 16 de Agosto de 1858 - inaugurou-se a linha telegráfica Abrantes - Castelo Branco;
- 14 de Dezembro de 1860 - a cidade inaugurou a sua iluminação pública, passo importante para o desenvolvimento da cidade;
- 30 de Outubro de 1880 - Leão XIII extinguiu a Diocese de Castelo Branco;
- 11 de Maio de 1893 - a cidade recebeu a visita de D. Carlos e de D. Amélia para a inauguração da Linha de Caminho de ferro da Beira Baixa;
- 1915 - Durante a Grande Guerra, ainda antes do CEP partir para a Flandres, a 2.ª Bateria do 7.º Grupo de Metralhadoras do Batalhão de Infantaria de Castelo Branco integrou a 2.ª expedição a Moçambique (a força expedicionária ficou conhecida como o batalhão dos beiroes, pois era constituída por militares da Beira Baixa)
- 1917 - Uma Companhia de infantaria, de Castelo branco, integrou o 2.º Regimento do CEP;
- 1929 - Castelo Branco viveu o Congresso Beirão;
- 22 de Setembro de 1931 - Castelo Branco foi feita Membro-Honorário da Ordem Militar de Cristo;
- 1947 e 1950 -- foram organizados, pela Santa Casa da Misericórdia de Castelo Branco, dois grandes Cortejos de Oferendas;
- 1954 - a cidade foi assolada por um intenso tufão, que causou muitos danos;
- 2021 - Castelo Branco comemorou o 250.º aniversário da sua elevação a cidade.